# بیلی جانسون (بازیکن فوتبال)
بیلی جانسون (انگلیسی: Billy Johnson؛ زادهٔ ۲۵ سپتامبر ۱۹۹۹) بازیکن فوتبال اهل بریتانیا است.